# قصواء الخلالي
قصواء الخلالي مذيعة (مواليد 17 أغسطس 1977) ومقدمة برامج في محطات تلفزيونية مصرية مختلفة، اشتهرت بتقديمها للعديد من البرامج الحوارية والثقافية على شاشات التلفزيون المصرية. اشتهرت بأسلوبها الحواري وثقافتها مما جعلها من أشهر الإعلاميات العربيات.

## السيرة الشخصية
مذيعة مصرية ولدت بمحافظة مرسى مطروح لعائلة بدوية وقدمت العديد من البرامج التلفزيونية.

## السيرة المهنية
بدأت مسيرتها المهنية بالعمل في الإذاعة الرسمية المصرية ( ماسبيرو ) بقطاع الأخبار وكذلك قدمت برنامج "صباح الخير يا مصر" و "باسم مصر"  كتبت مقالات أسبوعية ويومية في عدد من الجرائد المصرية الرسمية والخاصة مثل جريدة ( اليوم السابع) وجريدة ( الدستور) و جريدة ( الجمهورية) ، وقدمت برامج إذاعية عبر الإذاعة الرسمية المصرية ( راديو مصر ٨٨،٧ fm) مثل برنامج ( قهوة المثقفين) وقدمت مجموعة من البرامج مثل برنامج ( على اسم مصر ) وبرنامج ( صباح الخير يا مصر) وبرنامج ( نهاية الأسبوع ) وبرنامج ( مساحة للرأي) وبرنامج ( حوار اليوم) وبرنامج ( الحصاد) وبرنامج ( أحداث ٢٤ ساعة) وبرامج أخرى وحاليا تقدم برنامج الليلة مع قصواء على قناة سي بي سي مصر.
وكتبت رواية فلسفية رومانسية طويلة باسم ( عذراء المونتسرات) ومجموعة من القصص القصيرة المنشورة، وتقدم حاليًا توك شو ثقافي اجتماعي على قناة تين تحت اسم ( المساء مع قصواء ) يذاع من الساعة الثامنة مساء يومي الجمعة والسبت.

## وصلات خارجية
- الموقع الرسمي : قصواء الخلالي.
- قصواء الخلالي: علموا أولادكم اللغة العربية بجانب اللغات الأخرى حتى تحموهم من المصطلحات السيئة
- شاعر يكتب قصيدة غزل في الإعلامية قصواء الخلالي وترد عليه بتصرف مفاجئ!
- قصواء الخلالي معلومات مفيدة - فرسان المعرفة
- قصواء الخلالي تحقق في سرقة تاريخ كليوباترا
- لهذا السبب.. عمرو عبد الحميد يوجه التحية لـ قصواء الخلالي
- هل الثقافة تجعلني أربح المال؟.. قصواء الخلالي تجيب
- قصواء الخلالي: الوعي بخطورة انتشار فيروس كورونا المستجد بدأ يزداد لدي المواطن
- قصواء الخلالي
- قصواء الخلالى: أعود ببرنامجى "السبت" المقبل.. وانتظروا محتوى مميز